# Casselman
Casselman es una variedad cultivar de ciruelo (Prunus salicina), de las denominadas ciruelas japonesas (aunque las ciruelas japonesas en realidad se originaron en China, fueron llevadas a los EE. UU. a través de Japón en el siglo XIX).
Una variedad que fue originada en Exeter (California) de un desporte de 'Late Santa Rosa'.
Las frutas son de tamaño grande, acorazonadas, piel firme con un color rojo carmesí más claro que en el padre, cubiertas con una pruina fina, y pulpa de color amarillo anaranjado, textura firme, y sabor dulce, aroma no pronunciado. Tolera las zonas de rusticidad según el departamento USDA, de nivel 5 a 9.

## Sinonimia
- "Late (Improved) Santa Rosa Plum".[5]

## Historia
'Casselman' variedad de ciruela no patentada, fue originada en Exeter (California) de un desporte de 'Late Santa Rosa' descubierto por S. T. Casselman en 1956. Fue introducida en los circuitos comerciales en 1959 por los viveros "Reedley Nursery", en Reedley (California).

## Características
'Casselman' es un árbol de tamaño mediano vigor medio y porte semi erecto, con entrada en producción algo lenta y producción buena a muy buena y regular, necesitando un aclareo de los frutos, tiene un tiempo de floración que comienza a partir del 9 de abril con el 10% de floración, para el 18 de abril tiene una floración completa (80%), y para el 21 de abril tiene un 90% de caída de pétalos.
'Casselman' tamaño y forma similares a los de los padres, con una talla de fruto grande, ligeramente cordiforme, algo asimétrico, sutura ventral ancha, roma, poco profunda, con un peso promedio de 84.60 g; epidermis tiene una piel firme, con un color rojo carmesí más claro que en el padre, cubierta con lenticelas grandes amarillentas con una pruina fina azulada; pulpa de color amarillo anaranjado, textura firme, y sabor agridulce rico y agradable, aroma no pronunciado.
Hueso adherente a la pulpa, de tamaño pequeño, aplanada, ovalada.
Su tiempo de recogida de cosecha se inicia en su maduración en la segunda decena de agosto. Madura unos días más tarde que  'Late Santa Rosa', y sus frutos tienden a  agrietarse con la lluvia. Se puede mantener almacenado durante períodos de tiempo bastante largos; se envía muy bien; Madura tarde.

## Usos
Las ciruelas 'Casselman' de muy buena calidad como fruta fresca en mesa, son buenas aprovechables en postres de cocina como tartas y pasteles, y se  utilizan comúnmente para hacer conservas y mermeladas.

## Polinización
De polinización autocompatible. Buen polinizador para otras variedades de ciruelas.